# Hémoglobine fœtale

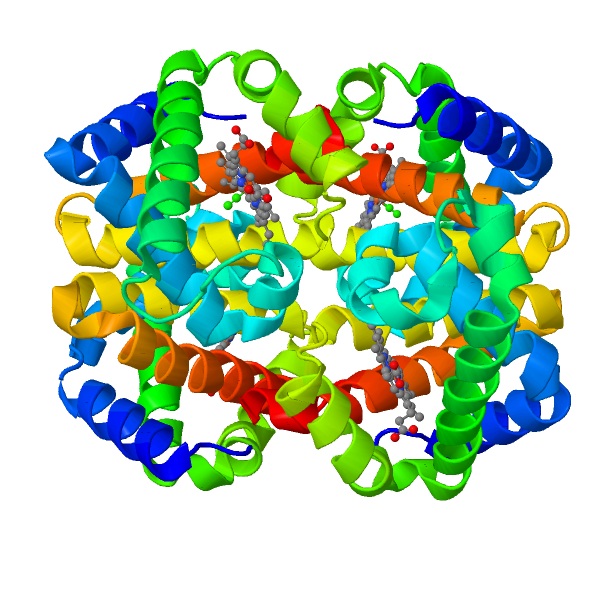
Représentation 3D de l'hémoglobine foetale

L'hémoglobine fœtale (ou HbF) est un type d'hémoglobine synthétisé chez le fœtus et le nouveau-né et disparaissant par la suite, sauf lors de certaines maladies.

## Structure
Il s'agit d'une hémoglobine  α2γ2, contenant deux sous-unités γ et deux sous unités α. Pour mémoire, l'hémoglobine adulte est de type α2β2. Cette hémoglobine est totalement fonctionnelle pour le transport de l'oxygène. Son affinité pour l'oxygène comparativement à l'hémoglobine adulte est supérieure. Ceci résulte de la diminution d'affinité pour le 2,3-bisphosphoglycérate (2,3-BPG). Cet acide stabilise la désoxyhémoglobine car sa forte charge négative interagit bien avec la chaine bêta de l'hémoglobine adulte et favorise la dissociation de l'oxygène. La chaîne γ de l'hémoglobine ne contient pas une charge aussi positive car elle contient un résidu d'histidine en moins.  

## Le gène
Le gène codant la globine γ est situé, chez l'être humain sur le chromosome 11, à peu de distance de celui codant la globine β.

## Persistance de l'hémoglobine fœtale à l'âge adulte
Elle peut se trouver de manière isolée, dans le cadre d'un syndrome de persistance de l'hémoglobine fœtale à l'âge adulte. Elle peut être synthétisée également en cas d'anomalie de l'hémoglobine, par exemple, en cas de thalassémie.
La persistance de sa production semble améliorer plusieurs hémoglobinopathies, dont la thalassémie bêta et la drépanocytose.
Le BCL11A est un facteur de transcription qui inhibe la production d'hémoglobine fœtale.

## Cible thérapeutique
Une thérapie génique permet de réactiver la production d'hémoglobine foetale avec une amélioration considérable des symptômes de la drépanocytose. Lors d'une thalassémie bêta, elle annule pratiquement les besoins transfusionnels.